# Campeonato Suíço de Futebol
O Campeonato Suíço de Futebol é o torneio oficial para definir o campeão principal da modalidade na Suíça e envolve também clubes de Liechtenstein. Serve também para definir os representantes deste país nos torneios continentais europeus.

## Divisões do Campeonato
O campeonato está sob jurisdição da Federação Suíça de Futebol. Depois da temporada 2012-2013 se chegou à totalidade de nove divisões.
As divisões são de nível nacional da 1ª a 3ª divisão e regionais a partir da 4ª divisão. As divisões 1ª e 2ª são organizadas pela Liga Suíça de Futebol, as divisões 3 e 4 pela Premier League, a 5ª pela Liga Amadora e as demais pelas ligas regionais em conjunto.

### Divisões principais e profissionais
- 1ª divisão - Super Liga Suíça ou Swiss Super League(10 clubes); antes Nattionaliga A.
- 2ªdivisão - Challenge League(10 clubes), antes conhecida como Nattionaliga B.

### Futebol profissional, semiprofissional e amador com restrições
- 3ª divisão - 1.Liga Promotion ou 1. Liga de Promoção(16 clubes);
- 4ª divisão - 1.Liga Classic ou 1. Liga Clássica(48 clubes em 3 grupos de 16);

### Futebol estritamente amador
- 5ª divisão - 2.Liga Interregional(84 clubes em 6 grupos de 14);
- 6ª divisão - 2.Liga(204 clubes em 17 grupos regionais);
- 7ª divisão - 3.Liga(563 clubes em 46 grupos regionais);
- 8ª divisão - 4.Liga(852 clubes em 75 grupos regionais);
- 9ª divisão - 5.Liga(685 clubes em 67 grupos regionais).

## Clubes na temporada2015-16

### Super Liga Suíça
Última atualização: 6 de novembro de 2017

A Super Liga Suíça é a divisão principal do Campeonato de Futebol daquele país. Além dos clubes nacionais, competem também clubes de Liechtenstein, sendo o FC Vaduz o principal deles.
Clubes que competirão na temporada 2017-18.
| Equipe                  | Fundação               | Cidade    | Estádio          | Capacidade |
| ----------------------- | ---------------------- | --------- | ---------------- | ---------- |
| FC Basel                | 15 de novembro de 1893 | Basileia  | St. Jakob-Park   | 37.994     |
| Grasshopper-Club Zürich | 1 de setembro de 1886  | Zurique   | Letzigrund       | 26.104     |
| Neuchâtel Xamax FCS     | 1912                   | Neuchâtel | Meladière        | 11.997     |
| FC Lugano               | 28 de julho de 1908    | Lugano    | Stadio Cornaredo | 6.390      |
| FC Luzern               | 12 de agosto de 1901   | Lucerna   | Swissporarena    | 16.490     |
| FC Sion                 | 1 de julho de 1909     | Sião      | Tourbillon       | 14.283     |
| FC St. Gallen           | 19 de abril de 1879    | São Galo  | Kybunpark        | 19.456     |
| FC Thun                 | 4 de maio de 1898      | Tune      | Stockhorn Arena  | 10.104     |
| BSC Young Boys          | 14 de março de 1898    | Berna     | Stade de Suisse  | 31.789     |
| FC Zürich               | 28 de agosto de 1896   | Zurique   | Letzigrund       | 26.104     |

### Challenge League
A Challenge League corresponde à segunda divisão do campeonato nacional da Suíça. Os participantes da temporada 2017/2018 são:
| Equipe             | Fundação                | Cidade          | Estádio           | Capacidade |
| ------------------ | ----------------------- | --------------- | ----------------- | ---------- |
| FC Aarau           | 26 de maio de 1902      | Aarau           | Brügglifeld       | 8.000      |
| FC Chiasso         | 16 de outubro de 1905   | Chiasso         | Riva IV           | 5.000      |
| FC Lausanne-Sport  | 1 de setembro de 1896   | Lausana         | Pontaise          | 8.500      |
| FC Rapperswil-Jona | 19 de agosto de 1928    | Rapperswil-Jona | Gründfeld         | 2.700      |
| FC Schaffhausen    | 1 de julho de 1896      | Schaffhausen    | Lipo Park         | 8.085      |
| Servette FC        | 20 de março de 1890     | Genebra         | Stade de Genève   | 28.833     |
| FC Vaduz           | 14 de fevereiro de 1932 | Vaduz           | Rheinpark Stadion | 7.564      |
| FC Wil 1900        | 1900                    | Wil             | IGP Arena         | 6.010      |
| FC Winterthur      | 1 de julho de 1896      | Winterthur      | Schützenwiese     | 9.450      |
| SC Kriens          | 1 de julho de 1944      | Kriens          | Kleinfeld         | 5.360      |